# Halowe Mistrzostwa Europy w Lekkoatletyce 2017 – bieg na 1500 m kobiet
Bieg na 1500 metrów kobiet – jedna z konkurencji biegowych rozgrywanych podczas halowych lekkoatletycznych mistrzostw Europy w hali Kombank Arena w Belgradzie.

## Terminarz
| Data    | Godzina |            |
| ------- | ------- | ---------- |
| 3 marca | 17:05   | Eliminacje |
| 4 marca | 19:45   | Finał      |

## Rekordy
|                                        | Zawodniczka    | Wynik   | Miejsce   | Data                |
| -------------------------------------- | -------------- | ------- | --------- | ------------------- |
| Rekord świata                          | Genzebe Dibaba | 3:55,17 | Karlsruhe | 1 lutego 2014(dts)  |
| Rekord Europy                          | Abeba Aregawi  | 3:57,91 | Sztokholm | 6 lutego 2014(dts)  |
| Rekord mistrzostw Europy               | Doina Melinte  | 4:02,54 | Pireus    | 3 marca 1985(dts)   |
| Najlepszy wynik na świecie w 2017 roku | Genzebe Dibaba | 3:58,80 | Toruń     | 10 lutego 2017(dts) |
| Najlepszy wynik w Europie w 2017 roku  | Sifan Hassan   | 4:03,05 | Nowy Jork | 11 lutego 2017(dts) |

## Rezultaty
| NR – rekord kraju \| WL – najlepszy tegoroczny wynik na listach światowych \| EL – najlepszy tegoroczny wynik na listach europejskich |
| SB – najlepszy wynik w sezonie \| PB – rekord życiowy                                                                                 |

### Eliminacje
Rozegrano 3 biegi eliminacyjne, do których przystąpiło 19 biegaczek. Awans do finału dawało zajęcie jednego z pierwszych dwóch miejsc w swoim biegu (Q). Skład finału uzupełniły trzy zawodniczki z najlepszymi czasami wśród przegranych (q).
Źródło: .
| Poz. | Bieg | Zawodniczka             | Reprezentacja   | Czas    | Uwagi |
| ---- | ---- | ----------------------- | --------------- | ------- | ----- |
| 1.   | 1    | Laura Muir              | Wielka Brytania | 4:10,28 | Q     |
| 2.   | 1    | Amela Terzić            | Serbia          | 4:10,35 | Q,    |
| 3.   | 1    | Konstanze Klosterhalfen | Niemcy          | 4:10,37 | q     |
| 4.   | 3    | Sofia Ennaoui           | Polska          | 4:11,91 | Q     |
| 5.   | 2    | Meraf Bahta             | Szwecja         | 4:12,39 | Q     |
| 6.   | 2    | Sarah McDonald          | Wielka Brytania | 4:12,50 | Q     |
| 7.   | 2    | Darja Barysiewicz       | Białoruś        | 4:12,52 | q,    |
| 8.   | 2    | Ciara Mageean           | Irlandia        | 4:12,81 | q     |
| 9.   | 3    | Luiza Gega              | Albania         | 4:13,40 | Q     |
| 10.  | 3    | Simona Vrzalová         | Czechy          | 4:14,31 |       |
| 11.  | 2    | Ołena Sidorśka          | Ukraina         | 4:14,95 | PB    |
| 12.  | 1    | Katarzyna Broniatowska  | Polska          | 4:15,02 |       |
| 13.  | 3    | Solange Andreia Pereira | Hiszpania       | 4:15,09 |       |
| 14.  | 3    | Linn Nilsson            | Szwecja         | 4:15,25 |       |
| 15.  | 2    | Meryem Akdağ            | Turcja          | 4:16,08 |       |
| 16.  | 1    | Claudia Bobocea         | Rumunia         | 4:16,98 |       |
| 17.  | 1    | Özlem Kaya              | Turcja          | 4:20,37 |       |
| 18.  | 3    | Kerry O’Flaherty        | Irlandia        | 4:23,82 |       |
| 19.  | 1    | Natalia Ewangelidu      | Cypr            | 4:24,61 |       |

### Finał
Źródło: .
| Poz. | Zawodniczka             | Reprezentacja   | Czas    | Uwagi    |
| ---- | ----------------------- | --------------- | ------- | -------- |
| 01 ! | Laura Muir              | Wielka Brytania | 4:02,39 | CR NR EL |
| 02 ! | Konstanze Klosterhalfen | Niemcy          | 4:04,45 | PB       |
| 03 ! | Sofia Ennaoui           | Polska          | 4:06,59 | =PB      |
| 4.   | Meraf Bahta             | Szwecja         | 4:07,90 |          |
| 5.   | Luiza Gega              | Albania         | 4:11,64 |          |
| 6.   | Sarah McDonald          | Wielka Brytania | 4:13,67 |          |
| 7.   | Darja Barysiewicz       | Białoruś        | 4:13,81 |          |
| 8.   | Amela Terzić            | Serbia          | 4:25,15 |          |
| -    | Ciara Mageean           | Irlandia        | DNF     |          |